# 天野宏
天野 宏（あまの ひろし、1938年4月7日 - 2022年2月26日）は、日本の実業家、呉羽化学工業株式会社（現・株式会社クレハ）元代表取締役会長・元社長。

## 人物・経歴
1938年4月7日生まれ。立教大学卒業。
呉羽化学工業株式会社（現・株式会社クレハ）に入社。生活関連事業部長など、商品畑を歩んだ。
1997年、同社代表取締役社長就任。2003年6月、代表取締役会長就任。
経営者として、つくれば売れる時代が終焉を迎え、モノ余りの時代になる中で、これまで"技術のクレハ"と言われメーカーオリエンテッドの文化があった企業風土をマーケット・イン志向、利益志向とする考え方に変革し、ニーズにあった高付加価値商品に注力する開発・販売体制を構築した。またグループ会社の合理化、再編を進め、グループの総合力を強化することに尽力した。